# Blue Moon of Kentucky
Blue Moon of Kentucky – bluegrassowy utwór skomponowany w 1946 roku przez Billa Monroego i nagrany przez jego zespół The Blue Grass Boys. Piosenka doczekała się wielu wersji w wykonaniu różnych artystów, w tym Elvisa Presleya.
W 2002 r. wersja Monroego była jednym z 50 nagrań, które Biblioteka Kongresu wpisała do Narodowego Archiwum Nagrań. Z kolei w 2003 r. telewizja CMT sklasyfikowała piosenkę na jedenastym miejscu listy 100 Największych Piosenek Muzyki Country.

## Bill Monroe
Piosenka została napisana przez Billa Monroego w 1946 r. 16 września tego samego roku Monroe nagrał ją wraz ze swoim zespołem The Blue Grass Boys dla wytwórni Columbia Records, która wydała ją na początku 1947 r. Utwór określany mianem „bluegrassowego waltza” szybko stał się wielkim przebojem w Stanach Zjednoczonych. Był także często wykonywany wraz z innymi piosenkami rockabilly i country. Carl Perkins podczas swoich pierwszych występów śpiewał ją nawet w wersji uptempo.
W 1954 r. zespół The Stanley Brothers nagrał własną wersję utworu wykorzystując metrum 4/4 Elvisa Presleya i bluegrassowe instrumentarium Monroego, starannie łącząc obie stylistyki.

## Elvis Presley
W lipcu 1954 r. w studiu Sun Records poszukiwano piosenki, którą można by wydać jako singiel wraz z utworem That’s All Right, Elvisa Presleya. W końcu pomysł nagrania Blue Moon of Kentucky podsunął Bill Black, który dla żartu zaczął ją śpiewać wysokim głosem. Po chwili to samo zrobił Elvis i Scotty Moore. Zachęceni przez szefa wytwórni, Sama Phillipsa przerobili powolny utwór Monroego w aranżacji 3/4 na wesoły i rytmiczny kawałek 4/4 w stylu rockabilly. I choć Phillips był zachwycony, to wszyscy zdawali sobie sprawę, że brzmiał on, jakby był śpiewany przez czarnego wykonawcę, co na konserwatywnym Południu mogło się niespodobać. Ponadto w obawie przed protestami zdecydowana większość radiowców nie chciała mieć nic wspólnego z „czarną” muzyką. Jednym z wyjątków był Dewey Phillips z Memphis, który w swoim programie „Red, Hot and Blue” w radiu WHBQ prezentował czasem czarnych piosenkarzy. Nagranie Elvisa puścił jeszcze tej samej nocy, później zrobił to jeszcze Eye John z WHHM i Bob Neal z WMPS.
19 lipca 1954 r. singiel That’s All Right, Mama / Blue Moon of Kentucky trafił do sprzedaży i w samym tylko Memphis, w ciągu tygodnia sprzedał się w 7000 kopii, a na całym Południu w 20 000. W rankingu magazynu Billboard singiel znalazł się na szóstym miejscu w Mamphis, a do 23 października sama piosenka Blue Moon of Kentucky znalazła się w pierwszej dziesiątce na listach przebojów w Memphis, Nashville i Nowym Orleanie.
W 2005 roku utwór został wykorzystany w serialu telewizyjnym Elvis.

## Inne wykonania
Sukces jaki odniosła piosenka w wykonaniu zarówno Billa Monroe, jak i Elvisa Presleya sprawił, że wielu wykonawców na całym świecie postanowiło nagrać własną wersję. Byli to m.in.: John Fogerty, Patsy Cline, Ronnie Hawkins, Rory Gallagher, Jerry Lee Lewis, LeAnn Rimes, Paul McCartney, Boxcar Willie, Ray Charles, Jerry Reed, Jimmy Martin, czy Brian Setzer.